# Marieke Marieke
Marieke Marieke is een Belgisch drama uit 2010, geschreven en geregisseerd door Sophie Schouckens, voor wie het de debuutlangspeelfilm was. 
Hande Kodja werd voor haar rol in deze film genomineerd als beste actrice, en Barbara Sarafian als beste actrice in een bijrol bij het gala van de Vlaamse Filmprijzen tijdens het Filmfestival Oostende 2011. Bij de Magrittes 2012 werd Hande Kodja voor deze rol genomineerd als Beste jong vrouwelijk talent.

## Plot
Marieke is een jonge vrouw van 20 jaar. Ze woont samen met haar moeder, Jeanne, een vrouw die niet meer in staat is om gevoelens te ervaren sinds de dood van haar man. Marieke werkt overdag in een chocoladefabriek. Daar deelt ze haar ziel ook met haar vriendin Anna. 's Nachts zoekt ze haar toevlucht in de armen van een hele reeks oudere mannen, op zoek naar de kracht om het verleden onder ogen zien, en het blije leven dat ze verloor bij de door van haar vader. In de relaties met die mannen voelt ze zich sterk en vrij.
Jacoby, een uitgever die in het buitenland woont, zoekt contact met Marieke. Hij is op zoek naar het laatste manuscript van Marieke's vader. Marieke begrijpt al snel dat haar moeder haar niet alles verteld heeft. Het breekt het kwetsbare evenwicht. De moeder deed alles om te voorkomen dat Jacoby haar en haar dochter zou benaderen, maar is daar dus niet in geslaagd. Ze vreest dat hij aan Marieke het geheim onthult dat zij succesvol al die jaren had verborgen. De man pleegde immers zelfmoord.
Marieke wordt verliefd op Jacoby. Hij koestert haar, zingt Marieke van Jacques Brel voor haar, maar vertelt haar ook meer over haar vader wat Jeanne wilde vermijden. Gekneusd door de openbaring van de omstandigheden van de dood van haar vader, gaat Marieke over tot een wanhoopsdaad en probeert ze zelfmoord te plegen.
Met de zelfmoord verijdeld, moet Jeanne proberen haar dochter te ondersteunen en haar terug de kracht te geven verder te leven.

## Rolverdeling
| Acteur              | Personage |
| ------------------- | --------- |
| Hande Kodja         | Marieke   |
| Barbara Sarafian    | Jeanne    |
| Jan Decleir         | Jacoby    |
| Caroline Berliner   | Anna      |
| Philippe Van Kessel | Harry     |
| Bernard Graczyk     | Jean      |
| Karim Barras        | Ronny     |
| Michel Israel       | Alex      |
| Jean-Michel Vovk    | Joseph    |